# Eje De Dion

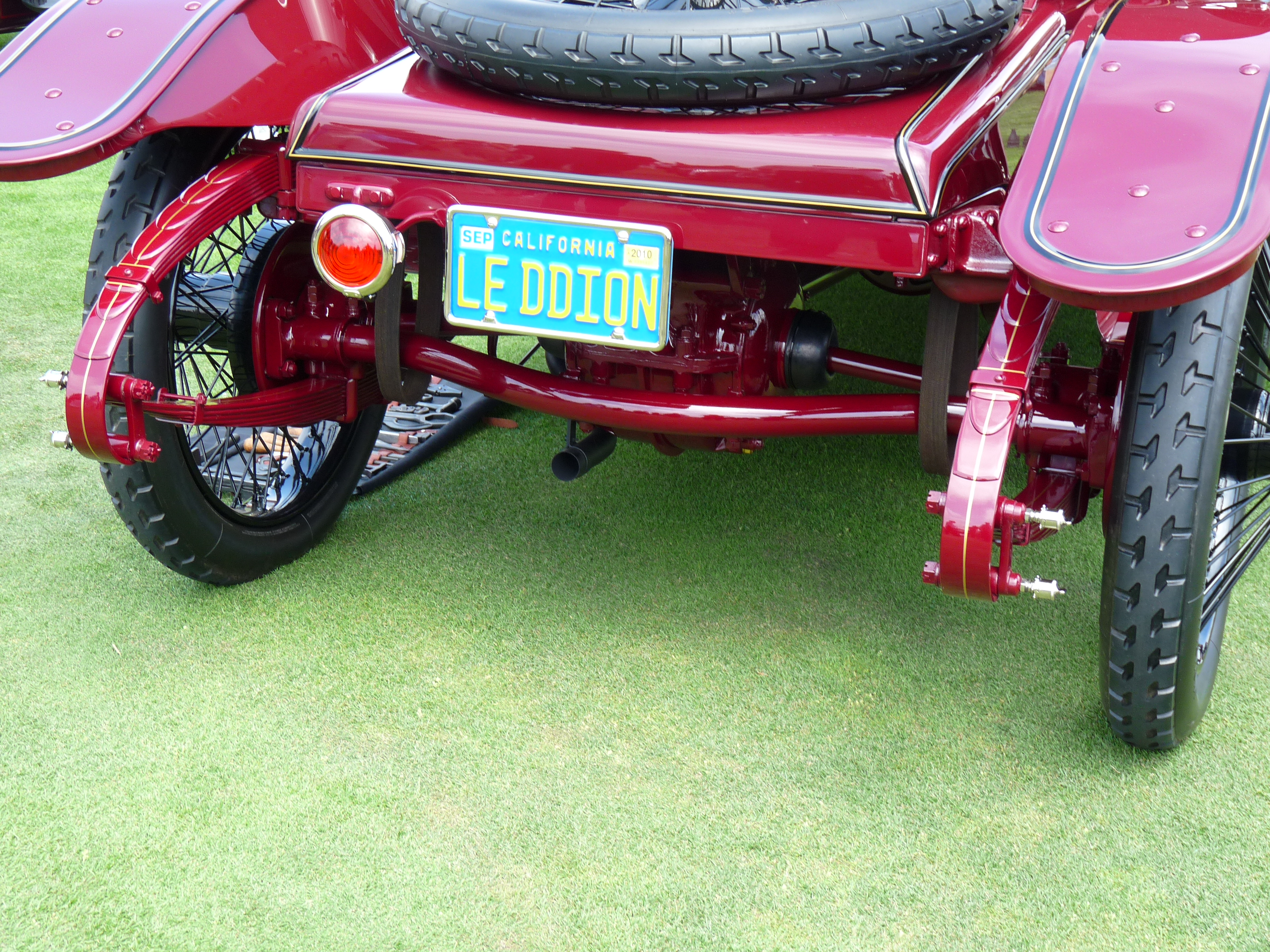
Diseño original en un De Dion Bouton de 1912. Se puede observar el diferencial fijado al chasis del que parten los dos semiejes articulados en ambos extremos. Detrás el eje rígido que une las ruedas

El eje De Dion o tubo De Dion es un tipo de suspensión dependiente empleado en ejes motrices casi exclusivamente traseros. A efectos de suspensión utiliza un ligero eje rígido arrastrado o dead axle similar al empleado en el tren trasero de los vehículos de tracción delantera, mientras que toda la transmisión va sujeta al chasis del vehículo formando parte de la masa suspendida, por lo que necesita semiejes articulados como una suspensión independiente.
Con este sistema se logra la perfecta geometría de las suspensiones dependientes -en curvas toda la superficie de rodadura permanece en contacto con la carretera de forma natural-, pero se evitan los dos inconvenientes tradicionales de los ejes rígidos. Por un lado la masa no suspendida es incluso inferior a la de las suspensiones independientes y por otro el diferencial fijado al chasís permite una altura libre muy superior a la de los ejes rígidos.

## Historia
El tubo De Dion fue concebido por el Conde Jules-Albert de Dion, fundador del fabricante francés De Dion-Bouton. La patente se presentó el 20 de marzo de 1893.

## Diseño

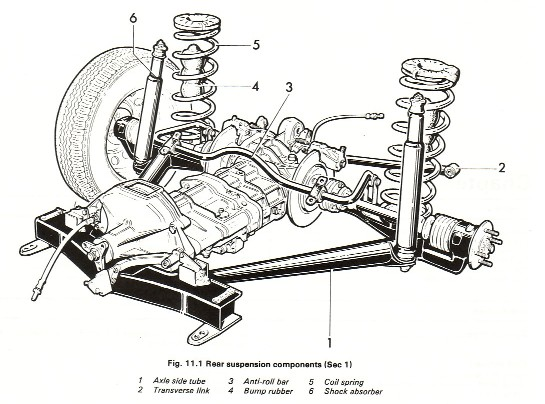
Esquema Alfa Romeo de suspensión por eje De Dion y transmisión transaxle. El pesado conjunto embrague, caja de cambios, diferencial y discos de freno está suspendido del chasis. Detrás el eje rígido bascula sobre brazos tirados y es guiado por un paralelogramo de Watt

Los trenes rodantes de un automóvil se componen de una serie de elementos (ruedas, manguetas, frenos, palieres, etc), todos ellos vinculados a la carrocería o chasis mediante elementos elásticos, que conforman la suspensión. La masa resultante de la suma de los componentes en contacto con la superficie, no suspendidos de los elementos elásticos se denomina “masa no suspendida”. Por el contrario, la suma de las masas de los componentes vinculados rígidamente a la carrocería o chasis se denomina “masa suspendida”.
Las aceleraciones sufridas en los trenes rodantes debido a las imperfecciones de la superficie de rodaje, generan fuerzas que a su vez deben ser absorbidas por los elementos elásticos de la suspensión, para evitar su transmisión a la carrocería o chasis. La magnitud de estas fuerzas lógicamente dependen de la masa acelerada, por lo que una manera efectiva de reducir dichas fuerzas es reduciendo las masas en contacto con la superficie rodante (masa no suspendida).

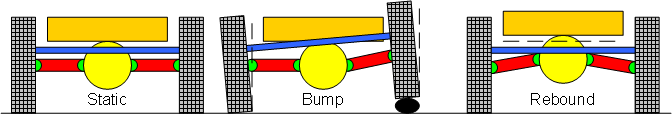
Diagrama de un eje DeDion

El eje rígido, debido a su facilidad y bajo costo de fabricación, fue la solución más utilizada para el eje de tracción de la mayoría de los automóviles hasta fines de la década del 70. Este sistema adolece, sin embargo, de una masa no suspendida considerable, lo que aumenta la inercia de los elementos en contacto con el terreno y por lo tanto las fuerzas que debe soportar la suspensión. Adicionalmente, los desarrollos de suspensiones independientes en ejes propulsores no estuvieron lo suficientemente desarrollados hasta mediados de la década de 1960. Hasta ese momento el sistema de brazos superpuestos empleado entre otros por Jaguar era prohibitivamente caro, mientras que los sistemas asequibles basados en ejes oscilantes o en brazos tirados adolecían de graves problemas geométricos y sus versiones mejoradas -el low pivot swing axle de Mercedes-Benz y los brazos semitirados de anclaje oblicuo de Lancia- eran igualmente muy costosos.
Por tanto muchos fabricantes de vehículos de prestigio utilizaron como solución el eje De Dion, que mejora la manejabilidad y el confort de marcha respecto de un eje rígido debido a su menor masa no suspendida, manteniendo las cualidades del mismo en cuanto a maniobrabilidad (la caída y la convergencia permanecen invariables al inclinarse la carrocería, manteniendo toda la superficie de rodadura en contacto con la carretera en todo momento).

## Ventajas y desventajas
Ventajas:

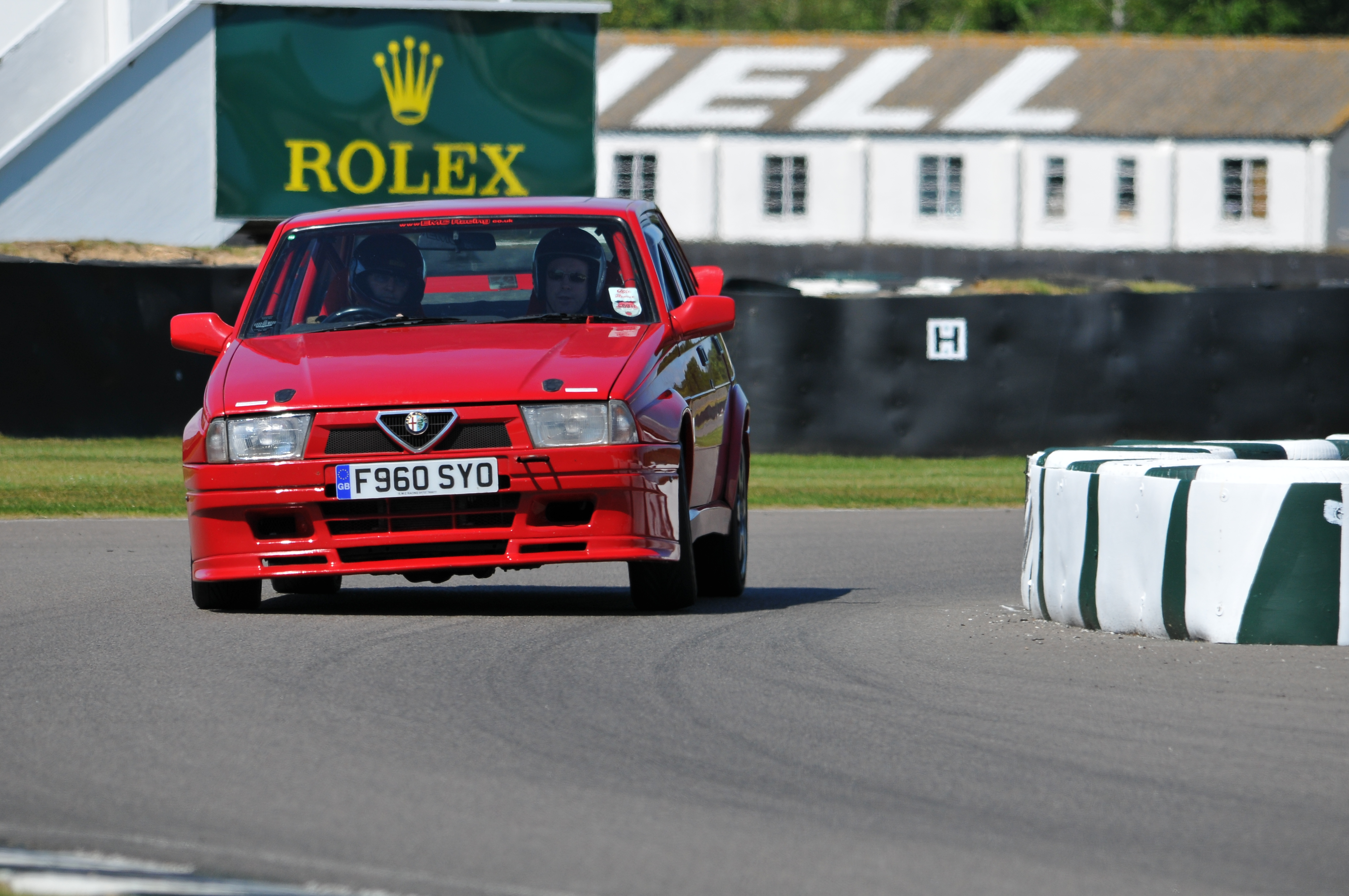
Eje De Dion en el tren trasero de un Alfa 75; la caída y la convergencia se mantienen independientemente de la inclinación de la carrocería.

- Reducción de la masa no suspendida, ya que el diferencial, semiejes y eventualmente frenos pueden vincularse rígidamente al chasis.
- La caída del tren rodante permanece constante independientemente de los movimientos del eje (compresión, rebote o rolido).
- El tubo de Dion puede fácilmente realizarse en dos o tres secciones telescópicas como en el Rover P6, lo que permite variar continuamente el ancho de vía, evitando el uso de juntas deslizantes en los semiejes para compensar la inclinación de la carrocería.

Desventajas:
- Mayor costo de fabricación que un eje rígido tradicional
- Es una suspensión dependiente, por lo que tanto el confort como el comportamiento del vehículo son inferiores al de una suspensión independiente sobre terreno irregular.
- Los semiejes deben contener dos juntas universales a cada extremo, uno sobre la masa de la rueda y otro a la salida del diferencial. Si no se utiliza un mecanismo telescópico en el propio eje que conecta las ruedas los semiejes deben contar además con una junta deslizante para absorber las variaciones de longitud debidas a la inclinación de la carrocería.
- Si se utilizan resortes helicoidales como elemento elástico, deben incorporarse elementos para impedir el desplazamiento lateral del tren rodante (Mecanismo de Watt o suspensión Panhard). Si se utilizan ballestas como elemento elástico dichos elementos no son necesarios debido a la rigidez lateral de las mismas, si bien deben actuar simultáneamente como elemento de suspensión y limitador del desplazamiento lateral del eje.
- Si el conjunto de frenos se encuentra localizado sobre las ruedas, deben incorporarse tirantes de reacción para contrarrestar el par que transmiten las ruedas a la suspensión al momento del frenado. Dichas barras no son necesarias si los frenos están montados a la salida del diferencial (tal es el caso de los Rover P6 y Alfa GTV, por ejemplo), a expensas de una mayor transferencia de calor de los frenos al diferencial.

## Algunas aplicaciones
- Alfa Romeo Alfetta
- Alfa Romeo GTV
- Alfa Romeo Giulietta
- Alfa Romeo 75
- Alfa Romeo 90
- Alfa Romeo RZ
- Alfa Romeo SZ
- Aston Martin V8 Vantage Zagato
- Dodge Caravan
- Iso Rivolta
- Iso Grifo
- Iso Fidia
- Lancia Aurelia B24 (cuarta generación)
- Lancia Flaminia
- Maserati Quattroporte
- Mazda Cosmo
- Opel Diplomat
- Pegaso Z-103
- Rover P6
- Smart Fortwo
- Smart Forfour
- Mitsubishi i y derivados eléctricos Mitsubishi i-MiEV/ Peugeot iOn/ Citroën C-Zero
- Volvo serie 300